# Collorgues
Collorgues là một xã trong tỉnh Gard thuộc vùng Occitanie, phía nam nước Pháp. Xã Collorgues nằm ở khu vực có độ cao trung bình 152 mét trên mực nước biển.